# Моје успомене
Моје успомене јесу аутобиографско и мемоарско дело војводе Живојина Мишића, које је приредио Саво Скоко и први пут објавио 1969. године.

## Опис
Мишићеве успомене прате његово одрастање у породичном дому, школовање, учествовање у Првом српско-турском рату (1876-1877) и Другом српско-турском рату (1877-1878), Српско-бугарском рату (1885), затим мирнодопску службу под Обреновићима која је пратила похађање аустроугарске школе гађања, време у пешадијској инспекцији, прелазак у ђенералштабну струку, образовање команде Активне војске, командовање Дринском дивизијском облашћу, те Мајски преврат 1903. године и пензионисање.
Даље, описује живот у пензији до реактивирања, те службе у Првом балканском рату. Успомене се завршавају у предвечерје Другог балканског рата 1913. године.

## Издања
Прво издање Мишићевих успомена је објавио Војноиздавачки завод из Београда, 1969. године. Приређивач првог издања је био др Саво Скоко, српски историчар и пуковник Југословенске народне армије.
Уследило је још неколико издања од стране БИГЗ-а и Института за савремену историју.